# Historias (película)
Historias es una película antológica española-uruguaya de drama de 2024, escrita y dirigida por Paco Sepúlveda. Está protagonizada por un amplio reparto por actores entre los que se incluyen Fernando Tejero, Maggie Civantos, Eduardo Blanco, Aura Garrido, Emilio Gutiérrez-Caba, Luisa Gavasa, Diego Domínguez, Albert Baró, Helena Kaittani, Malena Narvay, Edu Rejón, Nahuel Picone, Sauce Ena, Cocó Jiménez, Alejandro Martínez, Beatriz Torres, Manuel Baldé, Júlia Miró, Amaia Sancristóbal, Enzo Lombardi y Juan Diego en su último papel antes de su muerte en 2022. Tuvo su estreno mundial en el Festival de Málaga el 7 de marzo de 2024, y tiene previsto su estreno en cines españoles para el 24 de mayo de 2024, de la mano de Vértice 360.

## Trama
Historias está formada por once historias diferentes que tratan la universalidad de las experiencias humanas y de las emociones fundamentales como el amor, el miedo, la felicidad y la esperanza.

## Reparto
- Juan Diego
- Fernando Tejero
- Maggie Civantos
- Eduardo Blanco
- Aura Garrido
- Emilio Gutiérrez-Caba
- Luisa Gavasa
- Diego Domínguez como Diego
- Albert Baró
- Helena Kaittani
- Malena Narvay
- Edu Rejón
- Nahuel Picone como Raúl
- Sauce Ena
- Cocó Jiménez
- Alejandro Martínez
- Beatriz Torres
- Manuel Baldé
- Júlia Miró
- Amaia Sancristóbal
- Enzo Lombardi

## Producción
La producción de Historias comenzó en 2018, cuando Paco Sepúlveda empezó a rodar escenas sueltas de forma individual y con diferentes actores, hasta que se dio cuenta de que juntas podían formar un relato sobre la forma de gestionar el amor, los miedos, la incertidumbre de vivir y cómo la gente vuelca todo eso en sus parejas. En 2019, Maggie Civantos se unió al proyecto, grabando una pieza para la película que fue regrabada en 2023, y también se unió al proyecto como productora asociada a través de su firma Bastardas Films, como ya hizo con la anterior película de Sepúlveda, El juego, en 2023. El rodaje de la película, el cual tuvo lugar en Madrid, Cádiz y la localidad uruguaya de Montevideo, concluyó en noviembre de 2023.
La película marca la última aparición en pantalla de Juan Diego, quien fallecío en 2022, poco después de grabar sus escenas para la película.

## Lanzamiento y marketing
Historias tuvo su estreno mundial en el Festival de Málaga el 7 de marzo de 2024. A finales de abril de 2024, la distribuidora Vértice 360 programó su estreno para el 24 de mayo de 2024, y poco después lanzó su tráiler y póster.

## Recepción

### Taquilla
En su primera semana, Historias se estrenó en 48 cines, coincidiendo principalmente con los estrenos de Furiosa: de la saga Mad Max, Segundo premio, Se abre la veda y en estreno en cines de Red, entre otras cintas.